# نمط فعل
نَمَطُ الفِعل (بالإنجليزية: mode of action)‏ هو مُصطلحٌ علميٌ يَصِف تغييراً وظيفياً أو تشريحياً ناتجاً عن تَعَرُض كائن حي لمادة ما. بعضُ المصادر تَعْتبر نَمَط الِفعل مصطلحاً ينَطْبق على المستوى الخَلَوي فقط. وعلى سبيل المقارنة، فإنّ مصطلح آلية العمل (MOA) يَصِف التغيرات التي تحدث على المستوى الجُزَيْئيّ.
إنّ نَمَط الفِعل مهمٌ في تصنيف المواد الكيميائيّة لأنّه يُمثل مستوى مُتَوسط من التعقيد بين الآليات الجزيئيّة والنتائج الفسيولوجيّة، خاصةً عندما لا يكون الهدف الجزيئي الدقيق واضحاً أو خاضعاً للنقاش. ويُمكن أنْ تكون آلية عمل المادة الكيميائية هي «الارتباط مع الحمض النووي» في حين أنّ نَمَط فعلها الأوسعُ نطاقاً هو «التنظيم النَسْخي». ومع ذلك؛ لا يوجد إجماعٌ واضح، كما أنّ مصطلح نَمَط الفعل يُستخدم في كثير من الأحيان، خاصةً في دراسة المبيدات الحشرية، لوصف الآليات الجزيئيّة مثل: العمل على مستقبلات أو إنزيمات نووية محددة.